# Aeroportul Național Bremerton
Aeroportul Național Bremerton (IATA: PWT, ICAO: KPWT, FAA LID: PWT) este un aeroport din Washington, Statele Unite ale Americii ce deservește zona Bremerton⁠(d). Aeroportul a fost tranzitat în 2019 de 50 de pasageri. A fost numit după zona deservită.
Situat la o altitudine de 135 m, aeroportul dispune de 1 pistă.

## Infrastructură

### Piste
Aeroportul dispune de o singură pistă. Pista 02/20 are suprafața de asfalt și dimensiunile 6.000 picioare × 150 picioare. 